# 罗布泊镇
罗布泊镇(Lop Nur town) 是新疆维吾尔自治区巴音郭楞蒙古自治州若羌县下辖的一个镇。该镇面积约5.1万平方千米，人口僅1,000多人。罗布泊镇是中国行政区域面积最大的镇，比中国最小的省——海南省（35,354平方千米），还要多出15,000多平方千米。罗布泊镇行政级别实为县级，因与罗布泊地区管理委员会合署办公。
2010年12月设立罗布泊地区管理委员会，为新疆维吾尔自治区巴音郭楞蒙古自治州人民政府派出机构，行政级别为正县处级，管理委员会与镇人民政府实行“一个机构两块牌子”。管委会主要职责是代表巴州政府，负责处理巴州与邻省毗邻地区的关系、协调处理罗布泊地区对外经济活动事务和内部各单位关系，并协助若羌县政府管理罗布泊地区的公共社会事务。中国共产党罗布泊地区工作委员会是中共巴音郭楞蒙古自治州委员会派出机构。

## 历史沿革
20世纪末，中国地质科学院工作人员在罗布泊找到了大型富钾卤水矿，储量达2亿吨。
2000年9月，国家投资开发公司新疆罗布泊钾盐有限责任公司成立，罗布泊也成为世界最大的硫酸钾生产基地。罗钾公司成立后，当地人口不断增多。
2002年1月23日，新疆维吾尔自治区人民政府批准设置罗布泊镇，同年4月4日正式挂牌成立。
2018年12月14日，新疆维吾尔自治区人民政府同意将若羌县直辖部分区域划至罗布泊镇管辖，将罗布泊镇政府驻地迁移至调整区域的米兰村。

## 行政区划
罗布泊镇下辖以下地区：
罗钾社区、罗中村、红十井村、八一泉村和楼兰村。